# Campo San Bartolomeo
Le Campo San Bortolomio (ou Campo san Bórtolo) est une place de Venise, située à quelques pas du pont du Rialto.
Il peut être considéré comme le cœur socio-commercial de la ville de Venise. Très actif et très apprécié pour son emplacement stratégique, il est le siège d'importantes activités et édifices bancaires.

## Description
Au centre du campo, se dresse le célèbre monument à la mémoire de Carlo Goldoni, œuvre du sculpteur vénitien Antonio Dal Zotto en 1883. Dans la direction du pont du Rialto , on peut voir, à demi-cachée, la façade de l'église San Bartolomeo, ancienne église San Demetrio (XIIe siècle).
A l'est de la place se trouve le palais Moro dans lequel est imbriquée la Farmacia Morelli, anciennement spezieria della Madonna avec enseigne idoine, célèbre jadis pour la production de Teriaca, des élixirs et l'huile de scorpions.
Le campo se trouve entre les lieux importants tels que le campo San Salvador, le pont du Rialto et le Fontego dei Tedeschi.

## Images

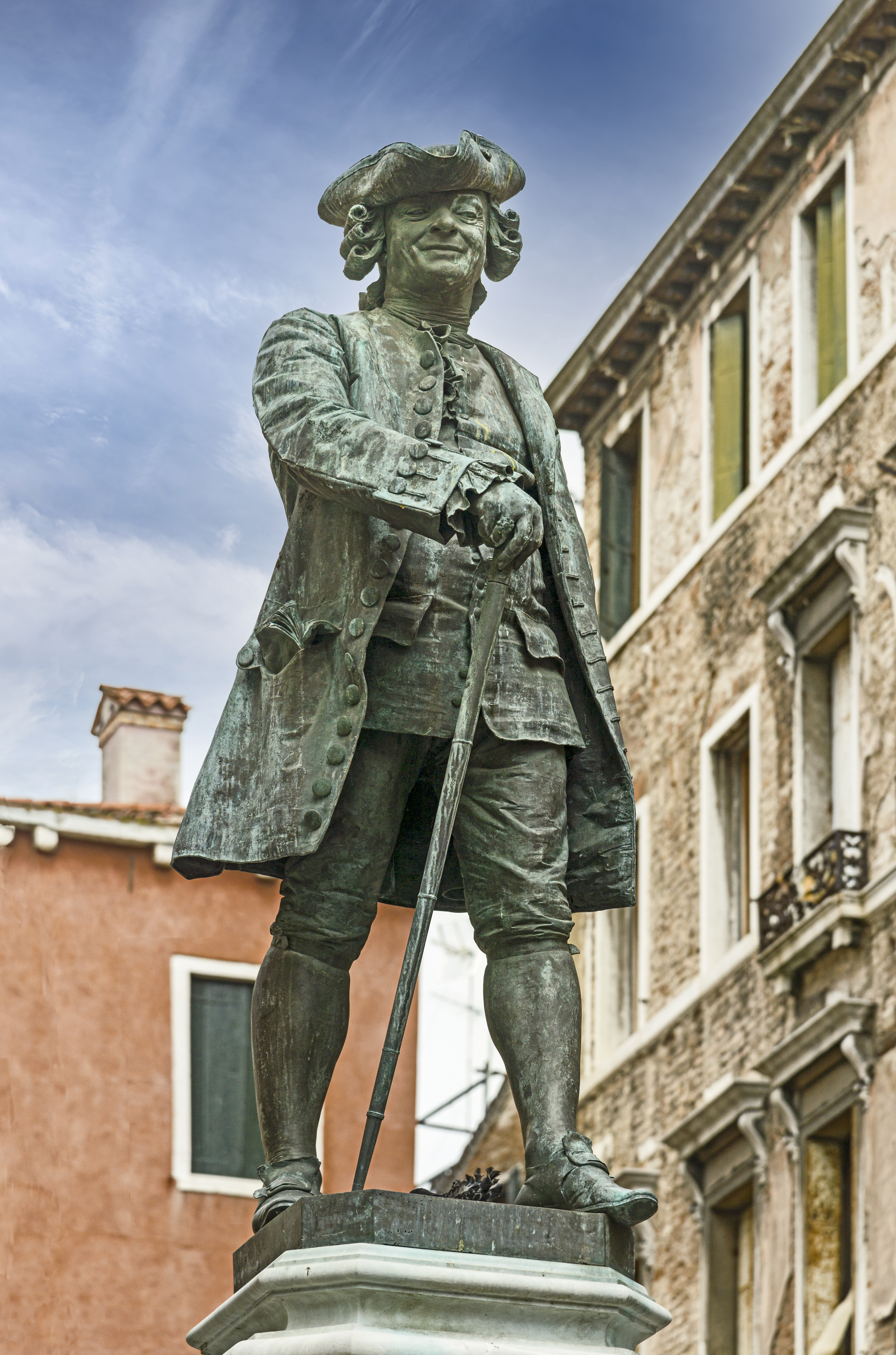
Monument à Carlo Goldoni
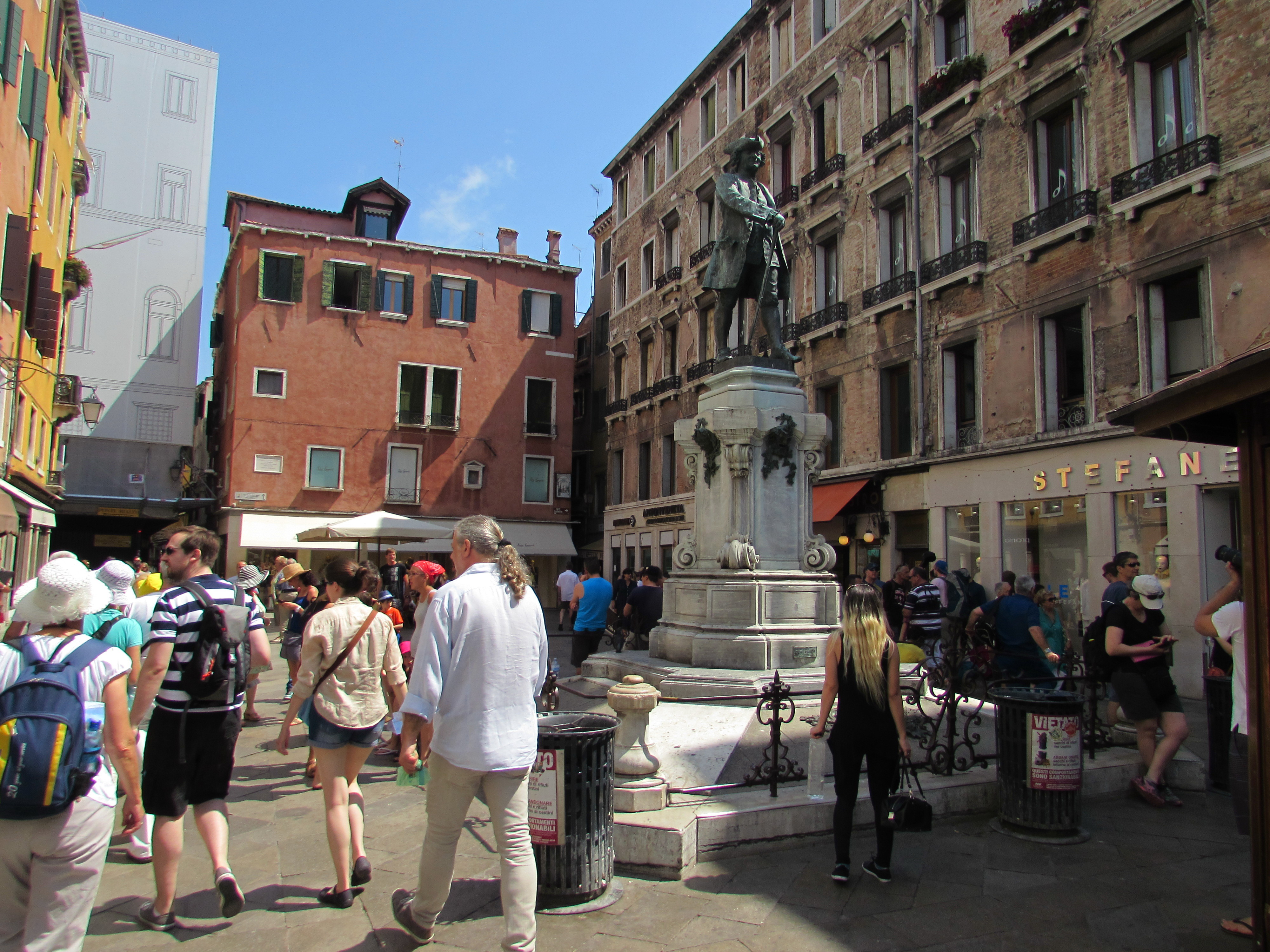
Le campo animé
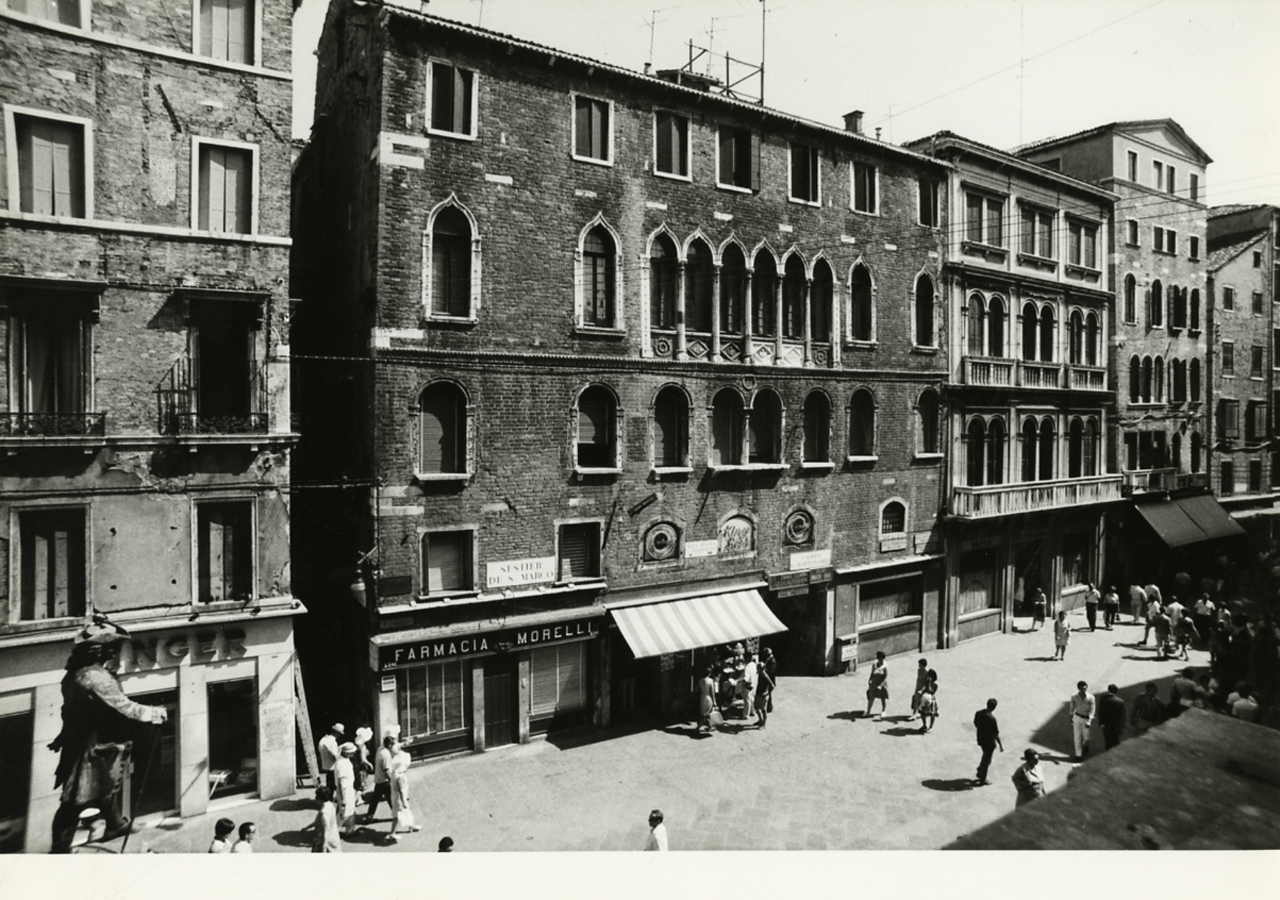
Le palazzo Moro en 1969
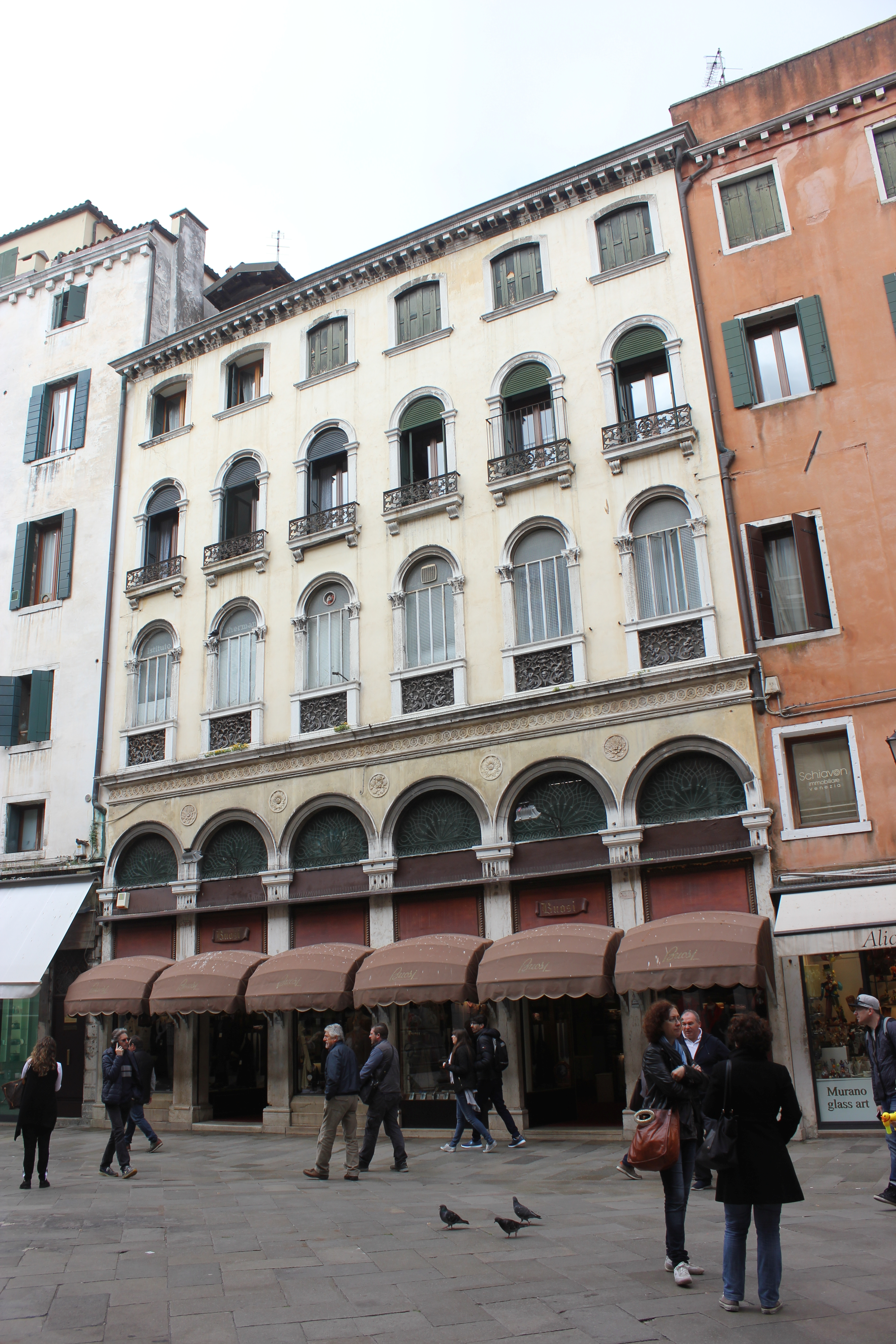
Immeuble